# Fosse no 9 - 9 bis des mines de Nœux
La fosse no 9 - 9 bis dite Warenghien de la Compagnie des mines de Nœux est un ancien charbonnage du Bassin minier du Nord-Pas-de-Calais, situé à Hersin-Coupigny. le puits no 9 est commencé en novembre 1905, le puits no 9 bis le 29 juillet 1907, et la fosse commence à extraire en 1908. Des cités sont bâties au nord de la fosse, et un terril est édifié à l'est du carreau de fosse. Une explosion de grisou le 17 avril 1917 tue 42 mineurs et en blesse onze. La fosse no 9 - 9 bis cesse d'extraire en 1921 et assure ensuite l'aérage de la fosse no 7 - 7 bis sise à Barlin.
La Compagnie des mines de Nœux est nationalisée en 1946, et intègre le Groupe de Béthune. La fosse no 9 - 9 bis cesse l'aérage en 1957, et ses deux puits sont remblayés en octobre 1958. Les installations sont ensuite détruites, et le terril disparaît avant l'inventaire de 1969.
Au début du XXIe siècle, Charbonnages de France matérialise les têtes des puits nos 9 et 9 bis. Le seul vestige de la fosse est le bâtiment de la salle des machines du puits no 9 bis. Une stèle en hommage aux mineurs décédés lors de la catastrophe est installée au cimetière de Barlin. Les cités sont en grande partie rénovées.

## La fosse

### Fonçage
La Compagnie des mines de Nœux entreprend le puits no 9 au sud d'Hersin-Coupigny en novembre 1905. Le puits no 9 bis est commencé le 29 juillet 1907, à 45 mètres au nord du puits no 9.

### Exploitation
La fosse no 9 - 9 bis commence à extraire en 1908. Le puits no 9 est doté d'un chevalement « cocotte » alors que le puits no 9 bis est équipé d'un chevalement à structure apparente. Une explosion de grisou le 17 avril 1917 tue 42 mineurs et en blesse onze. La fosse cesse d'extraire en 1921, elle est ensuite affectée à l'aérage de la fosse no 7 - 7 bis, sise à Barlin à 1 906 mètres au nord-ouest.
La Compagnie des mines de Nœux est nationalisée en 1946, et intègre le Groupe de Béthune. La fosse no 9 - 9 bis cesse d'assurer l'aérage de la fosse no 7 - 7 bis en 1957. Ses puits nos 9 et 9 bis, respectivement profonds de 701 et 825 mètres, sont remblayés en octobre 1958. Les installations sont ensuite détruites.

### Reconversion
Au début du XXIe siècle, Charbonnages de France matérialise la tête de puits. Le BRGM y effectue des inspections chaque année. Le seul vestige de la fosse est la salle des machines du puits no 9 bis. Une stèle a été érigée dans le cimetière de Barlin en hommage aux victimes de la catastrophe minière.

## Le terril
Un terril a été édifié à l'est des puits, mais il a disparu avant l'inventaire de 1969.

## Les cités
De vastes cités ont été bâties au nord de la fosse no 9 - 9 bis.